# Citroën BX
O Citroën BX foi o primeiro automóvel da Citroën 100% concebido sob a tutela do Grupo PSA. Apesar da influência do grupo na criação, este preservou a tração às rodas dianteiras, a suspensão hidropneumática e 4 travões de disco assistidos a alta pressão.